# Mesa de mezclas de video
La mesa de mezclas de vídeo, o simplemente mesa de vídeo, es un sistema que permite selecionar, mezclar y manipular diferentes fuentes de vídeo. Es similar a la mesa de mezclas de audio para el sonido.

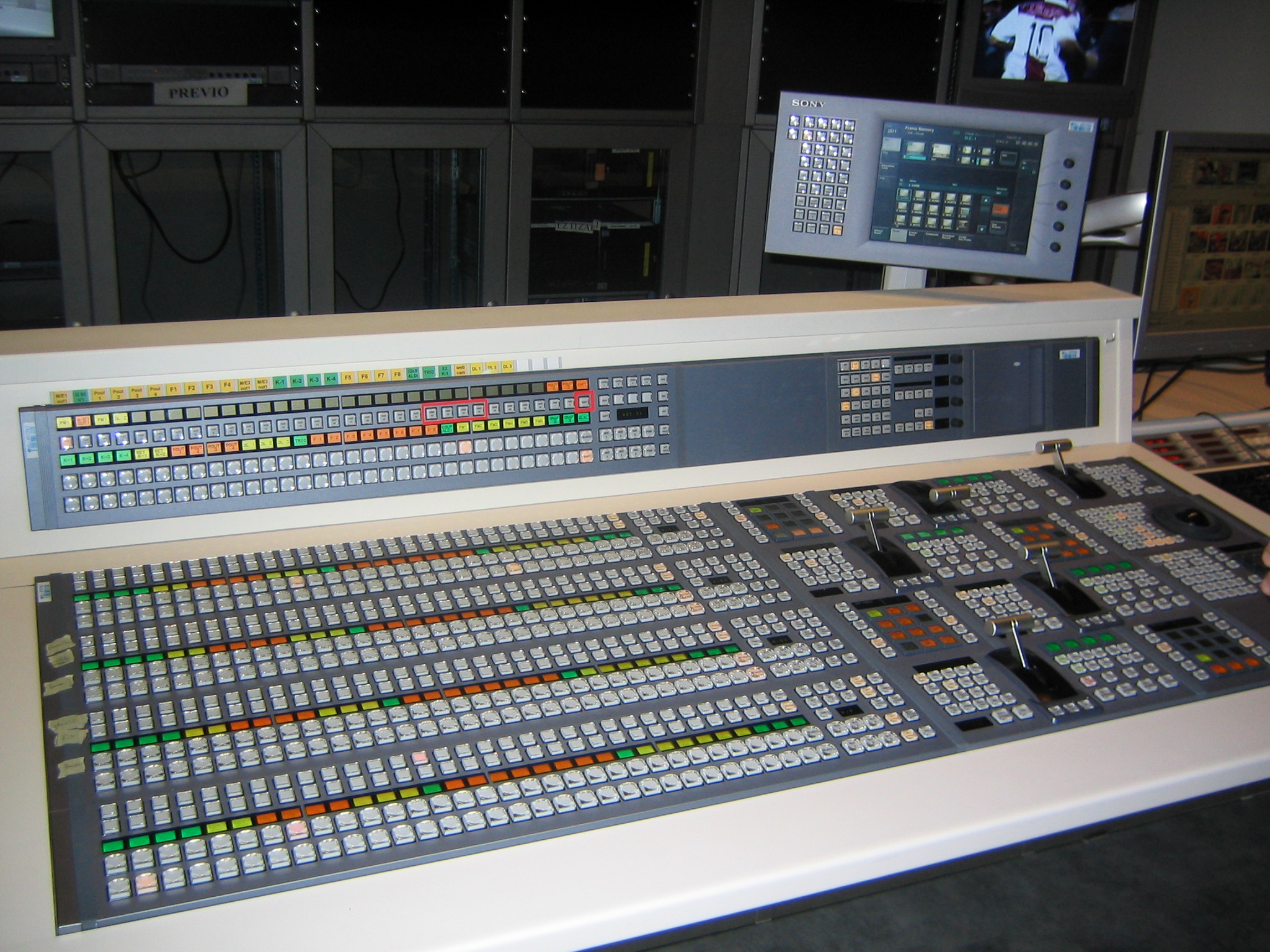
Mesa de vídeo digital Sony DVS-9000

La mesa de mezclas de vídeo representa el corazón de los canales de televisión, los estudios de producción y postproducción de televisión, bien sean como elementos físicos o simulados dentro de un sistema de edición de vídeo, tanto realizado ex profeso para ello o como aplicación informática. En la literatura estadounidense se apela al concepto de conmutación en vez del de mezcla, que es más "europeo"; por ello suelen aparecer con la denominación inglesa de video switcher, en lugar de la más europea, también en inglés, de video mixer.

## Capacidades y uso
Las fuentes primarias, es decir, las entradas de señales de vídeo, sobre las que se va trabajar es uno de los parámetros que determinan en buena medida la capacidad de una mesa mezcladora. Otro es la capacidad de procesamiento que el sistema puede desarrollar sobre esas señales.

### Funciones
La función más elemental que se realiza en una mezcladora de vídeo es la conmutación entre las fuentes primarias por corte. Pero esto, de donde viene el concepto americano de switcher, se complementa con la realización de esa conmutación por diferentes medios, mediante un fundido, un paso por negro u otro color, una adición gradual, una cortinilla que corre y va descubriendo la otra imagen o un movimiento de una imagen que descubre o cubre la otra. Esto último se realiza en la mesa de vídeo desde que éstas incluyen los efectos digitales, que anteriormente eran equipos separados.
La mezcla de las imágenes no acaba en el paso de una a otra, sino que también se realizan incrustaciones de una imagen en otra. A esta función se la conoce como key. Para la realización de una incrustación o key se debe realizar un agujero en la imagen de fondo (background), mediante una señal que recibe el nombre de fuente de key, y ese agujero es rellenado con otra imagen. Cuando el agujero se realiza retirando un color, entonces el key recibe el nombre de croma key. La inserción se puede realizar mediante cualquier tipo de las transiciones antes nombradas.
Aparte de las fuentes primarias, las mesas de vídeo proporcionan una serie de señales que complementan la producción. La mayoría de ellas son imágenes de color, pero también pueden guardar en una biblioteca imágenes fijas o pequeños clips de vídeo que complementan las mezclas entre las fuentes primarias..

### Estructura de una mezcladora de vídeo

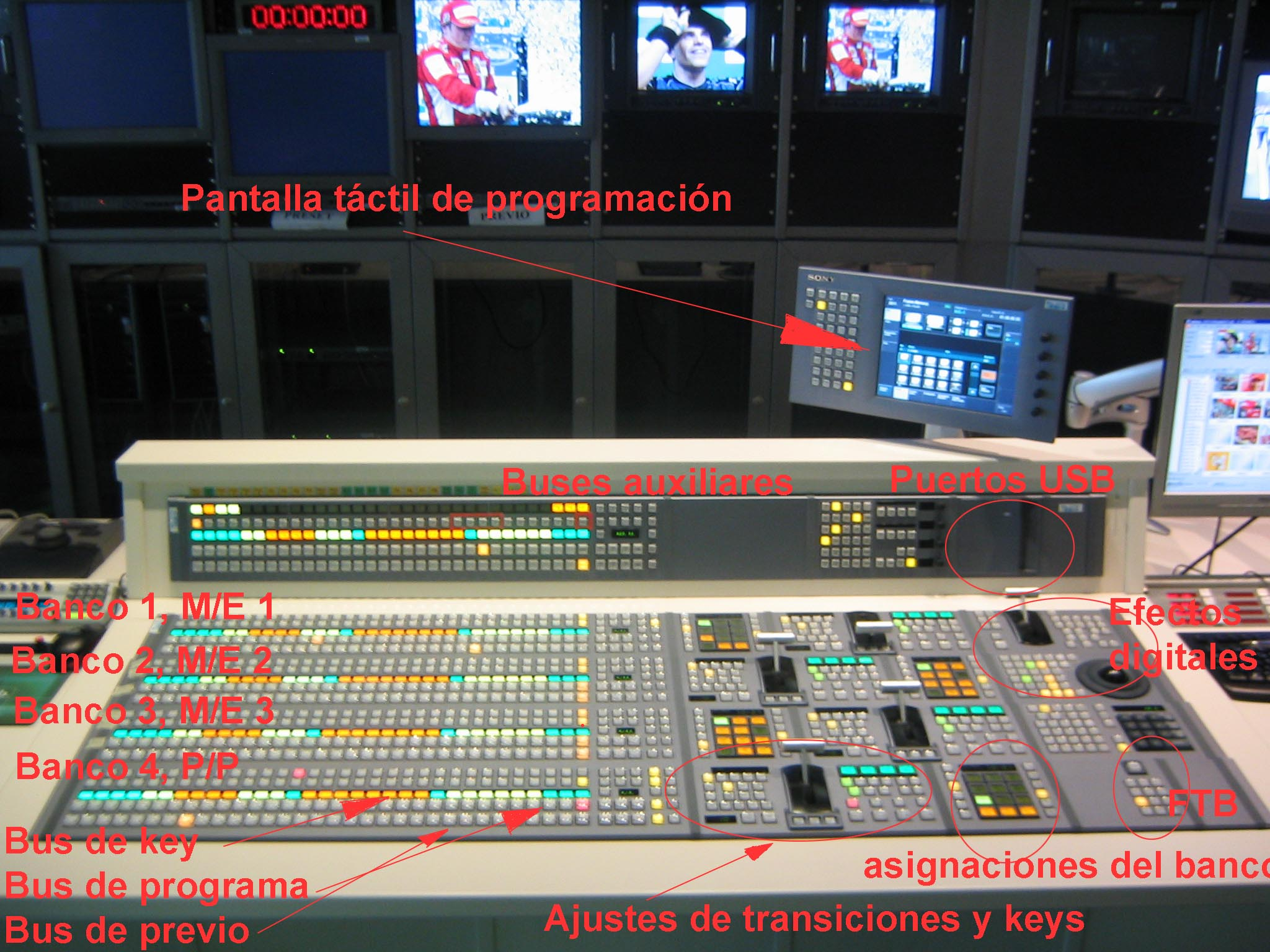
Áreas de control de una mesa de vídeo.

Una mesa de vídeo está estructurada en diferentes "bancos", llamados Mix/Effects, abreviando en M/E, en los cuales se pueden realizar las diferentes funciones que se precisen. Cada banco tiene todos los elementos necesarios para realizar las mezclas y los keys entre dos fuentes primarias; hay ocasiones en que alguno de los bancos que componen la mesa están más limitados o carecen de alguna función. Los bancos están dispuestos jerárquicamente, de tal forma que un banco anterior entra como fuente en otro posterior. Al final se suele añadir un módulo de key llamado DSK (down stream keyer), que sirve para la introducción sencilla de una incrustación, como un subtítulo o un logo, sin interferir en la más complicada operación de un banco. Al final suele existir la posibilidad de poner la salida de la mesa a negro (es decir que la imagen de salida sea un negro de color; para ello está la función FTB (Fade To Black).
Un banco posee dos buses (un bus es una hilera de botones en donde cada uno de ellos está asociado a una de las señales de entrada primaria), uno de previo y otro de programa. Es ya muy común la existencia de los buses de key, normalmente uno o dos, que permiten tener a disposición las señales primarias asociadas a su fuente de key correspondiente. Se completa el banco con los controles de transición, donde se selecciona el tipo y sus características, y sobre los que se realiza la misma (sobre las fuentes o sobre los keys o sobre ambas). La transición suele ser manual o automática. Para la transición manual se usa una palanca, que es uno de los elementos más característicos de las mesas de vídeo. La transición automática se realiza mediante un pulsador y una temporización seleccionable. Junto al módulo de transición está el de key. En él se hallan todos los controles que intervienen en el ajuste de la inserción, ganancias, clips, elección del color para los croma keys, selección entre el key lineal o key normal, selección de la fuente de key (puede utilizarse la propia imagen de relleno, como fuente de key para realizar el agujero), selección del relleno (se puede rellenar con color u otra imagen), si se desea sombra, si solo se optien los bordes, y si se le aplica algún tipo de máscara. Los bancos precedentes tienen, además de las entradas primarias, las entradas de los bancos anteriores.
En algunas configuraciones, el último banco, no suele estar completo; entonces se le llama medio banco y carece de muchas de las funciones de un banco entero.
Complementan las diferentes funciones que se pueden realizar en cada banco una serie de sistemas de apoyo, como los generadores de cortinillas, donde se puede elegir el tipo de cortinilla deseado, posicionar, multiplicar, deformar, poner borde, etc. Los efectos digitales de vídeo, que nos permite manipular una imagen variando su tamaño, forma, posición, rotándola.... Bloque de generadores de color, que generan, aparte del negro, todo tipo de colores para rellenar, bordes, key o utilizar como fuentes primarias. Sistema de memorias, que permiten memorizar la situación o configuración de la mesa en cada momento y llamarla cuando más convenga, incluso automatizándola para trabajar en postproducción; estas configuraciones se pueden guardar en un sistema de memoria en la propia mesa o, como es cada vez más usual, en sistemas removibles. Sistemas auxiliares de control de máquinas o señalización, sistema de tally (señala cuál de las fuentes primarias se encuentra en la salida de programa, en el "aire", para que el operador del mismo esté informado de ellos.
Es normal que haya diferentes buses auxiliares para realizar envíos o monitoreado de las señales de entrada y salida.

### Requisitos de las señales

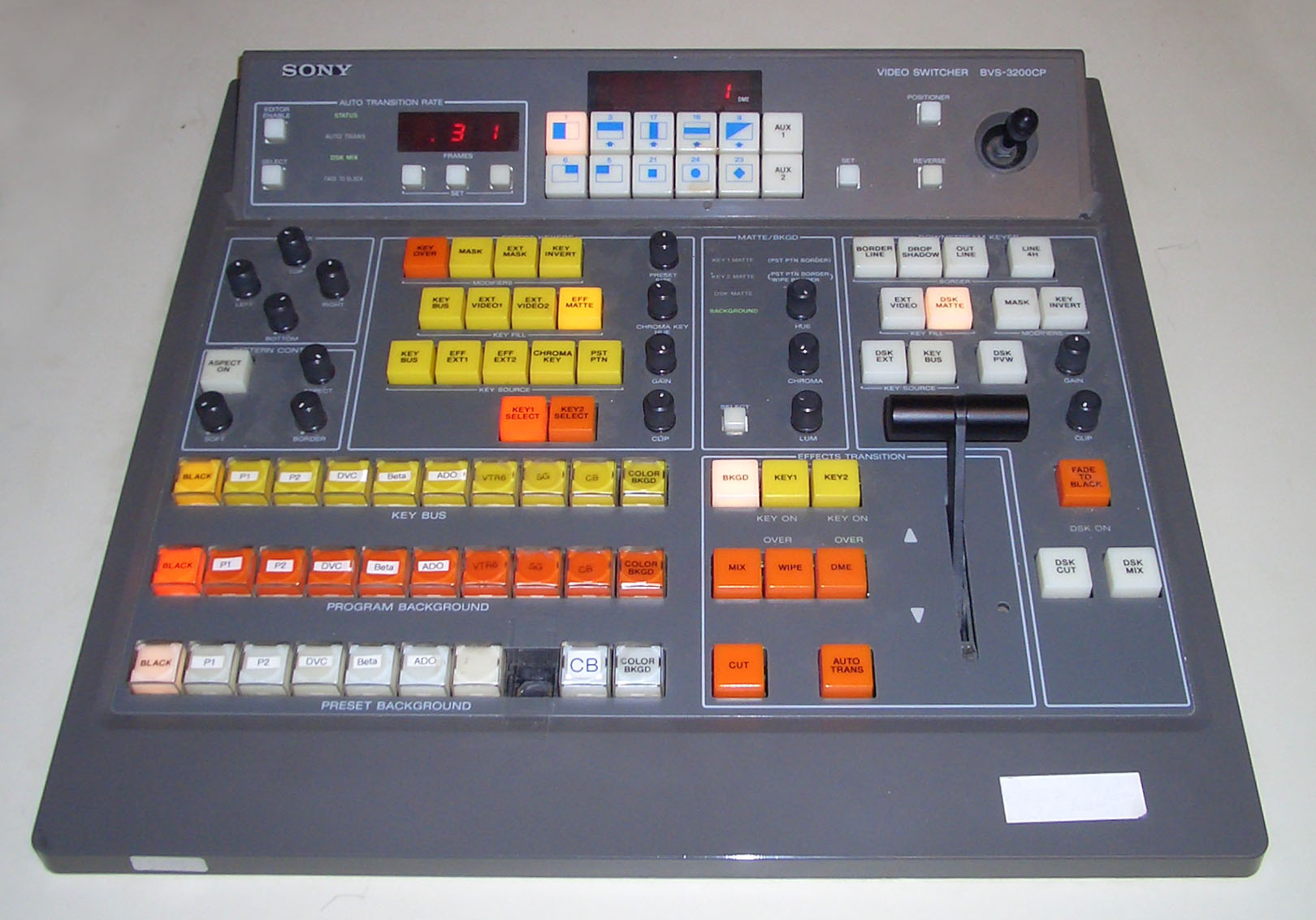
Pequeña mesa de vídeo Sony BVS-3200CP

La señal de vídeo es una señal muy fuertemente ligada a la sincronización. La propia estructura de la misma, en donde se ha descompuesto una imagen en cuadros, estos en campos y los campos en líneas y las líneas en píxeles, hace que para su reconstrucción se tenga que utilizar un sistema de sincronía sofisticado. Para la mezcla de una imagen con otra es imprescindible que ambas estén sincronizadas y en fase; esto es, que ambas comiencen y acaben al mismo tiempo. 
Este requisito imprescindible obliga a que todas las señales primarias que entran a la mesa estén en sincronía y fase. Así como, dentro de la misma, se requiere que en cada bus todas las señales coincidan también en tiempos. El timing es uno de los pasos fundamentales y básicos en la puesta en marcha de una mesa mezcladora de vídeo. Para ello, todas las fuentes de señal y la propia mesa deben estar enganchadas a una referencia, normalmente negro de color, y se debe ajustar cada una de las fuentes para que sus tiempos de fase vertical, horizontal, de croma y SCH coincidan con aquella fuente que por la causa que sea no pueda modificar sus tiempos. Esta suele ser habitualmente la señal de barras de color que se genera en el propio generador maestro de sincronismos de la estación, el cual también genera el negro que se utiliza de referencia. Como la propia mezcladora tiene sistemas de generación de vídeo, los generadores de color y las bibliotecas de imágenes, hay que proceder a realizar el ajuste de los mismos. En mesas de vídeo digitalizadas, el procesamiento de la señal hace que las ventanas de tolerancia a los desfases sean mucho mayores que en los sistemas analógicos, quedando el ajuste de timing muy mitigado.
En cuanto a los niveles de las señales entrantes y salientes, es fundamental el mantenimiento de los mismos, respetando las terminaciones de las líneas y realizando los ajustes en los ecualizadores precedentes a las entradas del mezclador.

## Tecnologías
Hasta mediados de la década de 1990 los mezcladores existentes eran totalmente analógicos y las señales que trataban también lo eran. Trabajaban dentro del estándar de vídeo compuesto que el país había adoptado. Por ese tiempo empezaron a aparecer mezcladores que ya no solo trabajaban en PAL o NTSC, sino que también lo podían hacer en componentes e incluso admitían la crominancia y luminancia por separado; es decir, trabajaban con señales S-VHS. Pronto aparecieron mezcladores que, teniendo las entradas analógicas, recurrían al proceso digital, como el que incorporaba el equipo de la marca Abekas, A34 Solo.
La generalización del vídeo digital en formato estandarizado CCIR 601 y el avance tecnológico e informático dieron lugar a un nuevo tipo de mezclador, el mezclador de vídeo digital.
Todos los mezcladores han mantenido desde siempre una estructura modular, al contrario que los mezcladores de audio. Por un lado se ubicaba el sistema electrónico en la sala de máquinas, que era donde convergían todas las fuentes de señales (esto facilitaba el timing, ya que se procuraba que el cofre de la electrónica estuviera equidistante de las fuentes de señal) y la consola de operación en el control de realización del estudio correspondiente.
Los sistemas digitales mantienen esa estructura, pero aligerando la intercomunicación entre ambas partes, que queda reducida a un simple cable de red informática. También permiten una serie de facilidades impensables en los inflexibles sistemas analógicos.

### Mezclador analógico

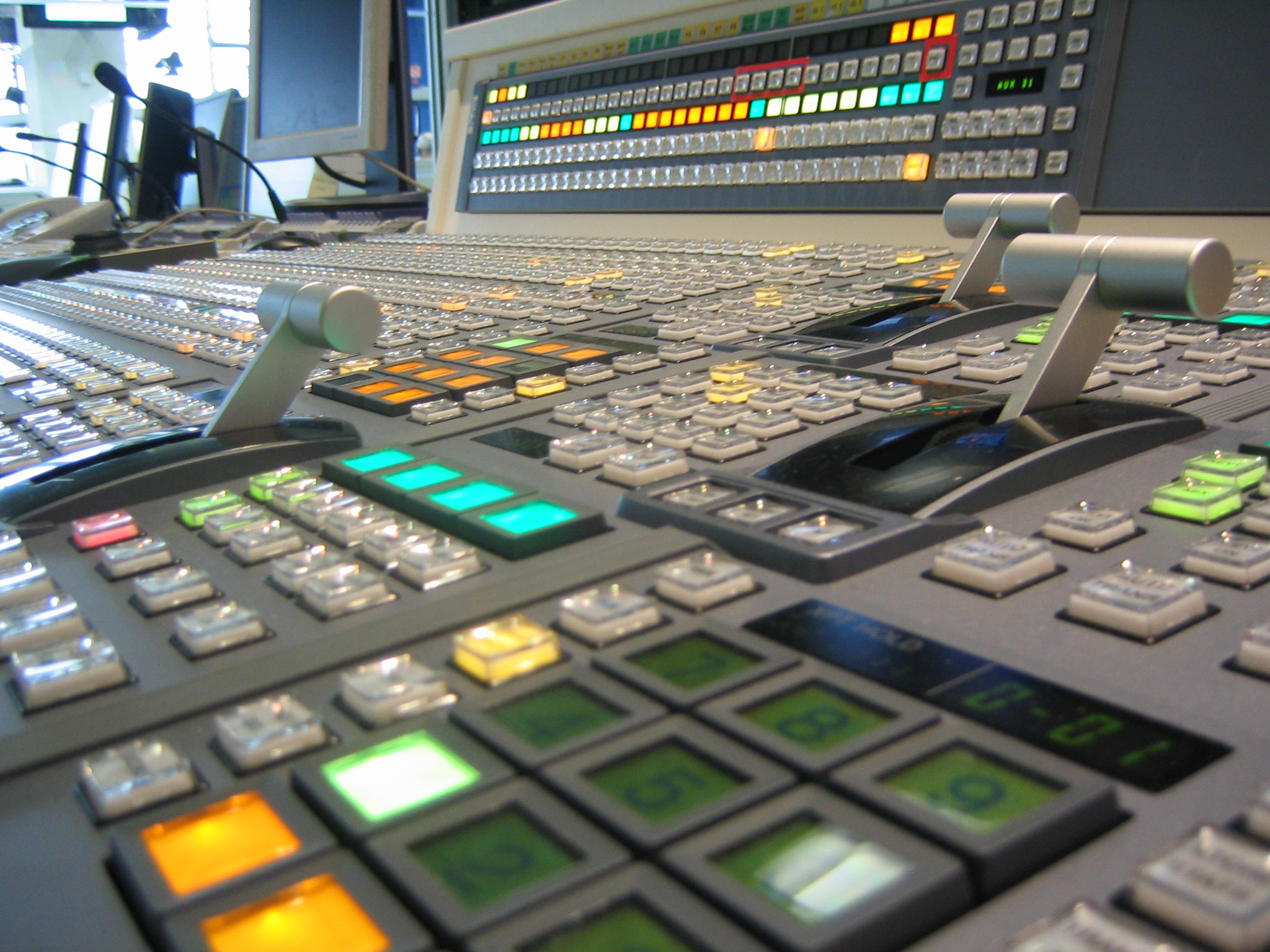
Detalle panel de una mesa de vídeo DVS-9000 de Sony.

La estructura de un mezclador analógico es la que se ha expuesto anteriormente. Sus componentes están diseñados para una función concreta y no es posible el adecuamiento de los mismos para otras funciones. Es decir, el banco de M/F 1 siempre estará sobre el M/F 2. También las funciones de efectos digitales y biblioteca quedaban fuera del equipo, siendo necesario otro equipamiento específico para realizarlas, así como la implementación de un complicado sistema de intercomunicación entre ellos.
En estos equipos cada mando tenía asociado un circuito que actuaba sobre la señal o señales correspondientes directamente. De esta forma las modificaciones que se realizaban se hacían sobre la propia señal, en una circuitería concreta. Los ajustes se realizaban en los correspondientes circuitos. Cada señal estaba asociada a una entrada y cada salida a un conector fijo de salida.

### Mezclador digital
Las mesas de mezclas digitales mantienen una apariencia similar a las analógicas, pero tienen una flexibilidad muy superior. El procesamiento de las señales se realiza en el módulo de la electrónica y mediante software. Esto hace que los controles sean asignados a gusto del operador y que las señales de entrada también puedan situarse en el punto del bus que se desee en cada momento. Las salidas también son configurables y puede haber tantas como se deseen.
La integración ha permitido que los equipos que antes estaban fuera del sistema y trabajaban íntegramente ligados al mismo se puedan integrar en él, facilitando mucho la operativa y las instalaciones. 
La robustez de la señal digital, tanto en distorsiones como en tiempos, ha facilitado los ajustes de los sistemas de mezcla, permitiendo, incluso, el trabajar con señales totalmente asíncronas, al incorporar los mezcladores sincronizadores de cuatro en algunas de sus entradas primarias.
La gestión por software ha permitido un desarrollo conjunto con los editores de vídeo y con las matrices de conmutación y otras máquinas que pueden ser remoteadas desde la propia mesa. Al igual que la gestión compleja de los tallys, que ahora pueden ser programados como se desee para cada una de las salidas disponibles.

## El mezclador de continuidad
Un caso especial del mezclador de vídeo es el de los dedicados a la continuidad. Estos mezcladores, destinados a realizar la continuidad de las emisiones de TV de los diferentes canales, suelen manejar audio y vídeo a la vez, siendo ésta la característica más relevante.
Normalmente constan de un solo banco con un DSK y con una pequeña gestión del audio. La generalización de los sistemas de emisión automatizados ha dado como resultado que los mezcladores de continuidad se hayan ido simplificando, convirtiendo sus buses en remotos de una matriz de conmutación asociada (para muchos fabricantes, las mesas de continuidad dependen del área de matrices de conmutación y no de mesas de vídeo).
El sistema de automatización maneja el mezclador como una parte más del sistema de continuidad y en sincronía con la matriz y las fuentes de señal (servidores, VTR's, enlaces...). La simplificación del mezclador, por esta parte, se ha visto compensada con la complejidad que conlleva el integrar en el mismo una serie de facilidades que aligeren la producción. Estos mezcladores integran bibliotecas de imágenes y clips, efectos específicos y logos. Las consolas han ido perdiendo extensión para quedar reducidas a un simple panel con dos hileras de botones que simulan un par de buses (pero que en realidad son el control de una matriz) y unas cuantas teclas de función. Las demás funciones se muestran en pantallas táctiles u otro sistema de selección, que precisa la realización de alguna navegación para acceder a ellas. La idea es que la intervención humana sea mínima.

## Marcas relevantes

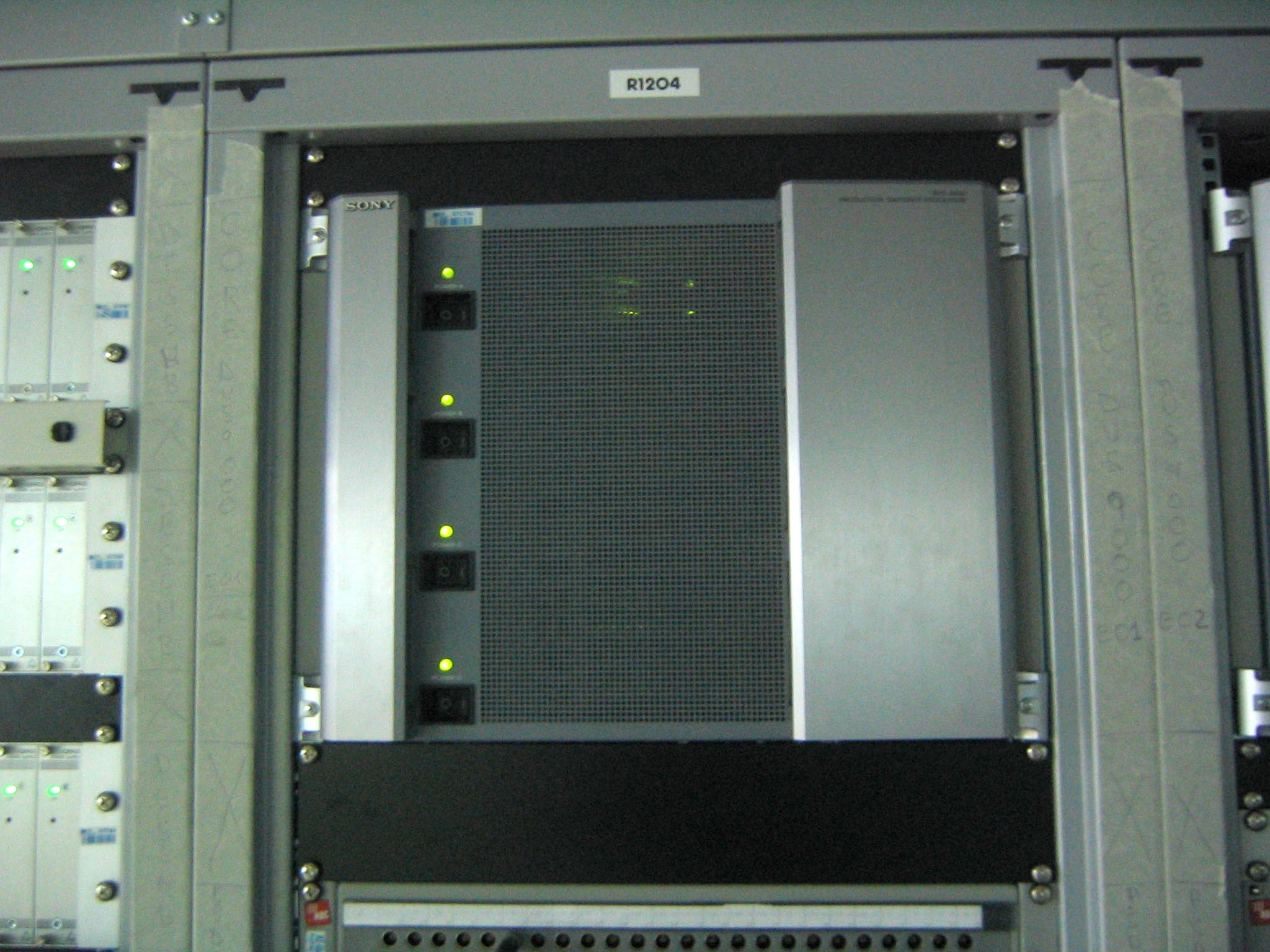
Cofre de la electrónica o swicher de una mesa de vídeo DVS-9000 de Sony.

Entre los diferentes fabricantes de mesas de vídeo destacan los siguientes:
- Sony
- Datavideo
- Grass Valley
- Blackmagic Design
- Thomson
- Abekas
- Roland/Edirol
- Snell Advanced Media
- JVC
- Panasonic
- FOR-A
- NewTek (Video Toaster)
- Ross Video
- Thomson Grass Valley y Philips
- Broadcast Pix
- Focus Enhancements (Videonics)